# 讓-巴蒂斯特·米龍

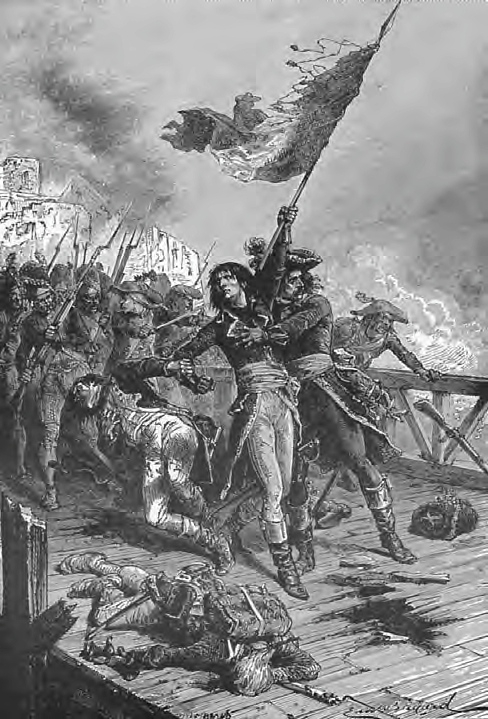
拿破崙在阿科萊

讓-巴蒂斯特·米龍（法語：Jean-Baptiste Muiron；1774年1月10日—1796年11月15日），法國陸軍軍官，因在阿科萊戰役中犧牲生命挽救拿破崙·波拿巴將軍為人所知。他生於巴黎的包稅商家庭。他在1793年的土倫圍城戰中擔任砲兵軍官，與拿破崙相識。他接著晉升為上校，在意大利戰役期間擔任拿破崙的副官，並在阿科萊戰役中用身體保護拿破崙，因此中彈身亡。後者在佔領威尼斯後，將該國之一艘艦艇更名為米龍號，以紀念其貢獻。